# José de Castro Meira
José de Castro Meira ComMM (Livramento de Nossa Senhora, 22 de setembro de 1943)  é um professor e juiz brasileiro, ex-ministro do Superior Tribunal de Justiça (STJ), cargo para o qual foi nomeado pelo presidente Luiz Inácio Lula da Silva e que ocupou de 2003 a 2013. 

## Biografia
Filho de Antonio Alves Meira e Nair de Castro Meira, Castro Meira cursou o ensino primário na Escola Senador Tanajura, situada no Município de Livramento de Nossa Senhora (Bahia), tendo prosseguido seus estudos no Ginásio de Livramento, outra instituição de ensino livramentense, e no Colégio Antônio Vieira, tradicional escola situada em Salvador (Bahia).
Bacharelou-se em Direito pela Universidade Federal da Bahia (UFBA) em 1966. Ademais, fez um curso de Habilitação de Professor do Ensino Técnico-Comercial pela Fundação Visconde de Cairu em 1969 e concluiu seus estudos de pós-graduação na própria UFBA, tendo sido diplomado com o título de mestre em Direito pela Faculdade de Direito da Universidade Federal da Bahia no ano de 1980.
Castro Meira ingressou no Ministério Público do Estado da Bahia na condição de promotor de justiça no ano de 1968, tendo exercido essas funções por seis anos nas comarcas de Paramirim e Itaparica. Em seguida, exerceu por dois anos o cargo de Procurador da Fazenda Nacional (1974-1976), até que em 1976 ele assumiu o cargo de juiz federal substituto da vara federal de Salvador (BA).
Desde então, foi juiz federal em Salvador, (1977-1979), época em que foi professor da Faculdade Católica de Ciências Econômicas, e em Aracaju (SE) por nove anos (1980-1989), quando também foi professor de direito financeiro e direito tributário na Universidade Federal de Sergipe (UFS).
Em 1989, com a instalação dos Tribunais Regionais Federais, criados pela Constituição Federal de 1988, torna-se desembargador federal do Tribunal Regional Federal da 5.ª Região, tendo nessa Corte exercido a vice-presidência e corregedoria regional no biênio 1992-1993 e, após, a presidência na gestão do biênio 1993-1994. Foi Presidente da Comissão de Construção da sede do Tribunal (atual Edifício Min. Djaci Falcão) e Diretor fundador da Escola de Magistratura Federal da 5ª Região (ESMAFE), criada em outubro de 1999 e instalada em 24 de novembro do mesmo ano no Edifício Anexo I do TRF 5ª Região.
Em 2003, foi nomeado pelo presidente Luiz Inácio Lula da Silva para ocupar o cargo de Ministro do Superior Tribunal de Justiça (STJ). Em 2005, foi admitido por Lula à Ordem do Mérito Militar no grau de Comendador especial.

## Publicações e livros
- A Reparação do Dano Ex Delicto, Editora OAB-SE.
- Inúmeros artigos jurídicos, judiciais e institucionais.[quais?]